# Fairfield Beach (Ohio)
Fairfield Beach es un lugar designado por el censo ubicado en el condado de Fairfield en el estado estadounidense de Ohio. En el Censo de 2010 tenía una población de 1292 habitantes y una densidad poblacional de 515,33 personas por km².

## Geografía
Fairfield Beach se encuentra ubicado en las coordenadas 39°55′7″N 82°28′51″O / 39.91861, -82.48083. Según la Oficina del Censo de los Estados Unidos, Fairfield Beach tiene una superficie total de 2.51 km², de la cual 1.69 km² corresponden a tierra firme y (32.54%) 0.82 km² es agua.

## Demografía
Según el censo de 2010, había 1292 personas residiendo en Fairfield Beach. La densidad de población era de 515,33 hab./km². De los 1292 habitantes, Fairfield Beach estaba compuesto por el 96.75% blancos , el 0.39% eran afroamericanos, el 0.23% eran amerindios, el 0% eran asiáticos, el 0% eran isleños del Pacífico, el 0.39% eran de otras razas y el 2.24% pertenecían a dos o más razas. Del total de la población el 1.08% eran hispanos o latinos de cualquier raza.
Los datos del censo del 2010 revelaron que la edad de la población se distribuía de la siguiente manera: el 25,8 % tenía menos de 18 años, un 5,3 % tenía entre 18 y 24 años, un 28,6 % tenía entre 25 y 44 años, un 26,9 % tenía entre 45 y 64 años y un 13,3 % tenía 65 años o más, siendo el promedio de edad de 39 años. Por cada 100 mujeres, había 106,6 hombres, y por cada 100 mujeres mayores de 18 años, había 99,3 hombres.